# Nowo-Gieorgijewskoje (Osetia Północna)
Nowo-Gieorgijewskoje (ros. Ново-Георгиевское) – wieś w Rosji, w Osetii Północnej, w rejonie mozdockim. W 2010 liczyła 755 mieszkańców.